# موشيه ليون
موشيه ليون (بالعبرية: מוצי ליאון‏) (9 يناير 1944 ببلغاريا - ) هو لاعب كرة قدم إسرائيلي في مركز الدفاع. شارك مع منتخب إسرائيل لكرة القدم. أما مع النوادي، فقد لعب مع هبوعيل بتاح تكفا ‏ وWestview Apollon ‏ وMaccabi Jaffa F.C. ‏.

## وصلات خارجية
- موشيه ليون على موقع قاعدة بيانات كرة القدم.إي يو (الإنجليزية)
- موشيه ليون على موقع ناشيونال فوتبول تيمز (الإنجليزية)